# 朱由樻
崇愍王朱由樻（1602年—1642年），是崇昭王朱常𰜰庶第四子，端王朱翊𨰜庶孫，明朝第六代崇王。
朱常𰜰去世时，五名妾侍懷有身孕，世子妃鍾氏當即向地方官府和明神宗報喜。後來五名妾侍共生下四子一女，其中第三子即朱由樻。朱由樻的兄長都夭折，于是他在祖父去世後于萬曆四十年（1612年）襲封崇王，在位三十年。
崇禎十五年（1642年）閏十一月，闖軍攻陷汝寧，朱由樻及其弟河陽王朱由材、世子朱慈煇被俘，闖軍封朱由樻襄陽伯，後者不從，在泌陽城被殺。其子朱慈爚嗣封崇王。

## 子女
- 長子崇世子朱慈煇（？-1642），李自成攻汝寧時被殺。
- 次子朱慈焜，李自成攻汝寧時被殺。
- 崇王朱慈爚